# Eric Lundgren
Clifford Eric Lundgren es un empresario y luchador medioambiental estadounidense, conocido sobre todo por el reciclaje de los desechos electrónicos. Actualmente es el director de MiningSky y fundador de IT Asset Partners, Inc. (ITAP), una empresa de reutilización de productos electrónicos y reciclaje híbrido con sede en Los Ángeles (California). La empresa una tiene presencia en EE. UU., Canadá, México y China. Según Lundgren “Reciclamos en todo el mundo para 17 de las 500 empresas del ranking Fortune 500 y procesamos 20.000 toneladas de basura electrónica por año”.

## Primeros años
Nació en el estado de Maryland en 1984, pero se crio en Lynden, en el estado de Washington, donde, con 16 años, recicló ordenadores de un banco local. Se licenció en Babson College.

## Actividades de reciclaje
En 2002, con 19 años, Lundgren se mudó a Los Ángeles, donde fundó su primera empresa de reciclaje de productos electrónicos, Environmental Computer Associates (ECA), que trabajó para una serie de grandes compañías como American Airlines. En 2010 vendió  la compañía hasta a Access Computer Products Inc. (luego adquirida por Waste Management Inc.).
Según Lundgren, "el 95 por ciento de una computadora, como la batería y los circuitos, son genéricos y pueden reutilizarse o reutilizarse". Dedicó mucho tiempo a recuperar baterías descartadas, de coches eléctricos o de computadoras, para reutilizarlas en sillas de ruedas, aparatos electrónicos y vehículos varios. En 2009, Lundgren fundó Source Captain Inc. para ayudar a los compradores estadounidenses a evitar intermediarios.
A los 23, Lundgren fue a China y vivió allí 4 años y medio aprendiendo reciclaje electrónico y encontrando formas de enviar piezas baratas a Estados Unidos para prolongar el ciclo de vida de losm componentes electrónicos. Al regresar a los EE. UU., Lundgren fundó IT Asset Partners, Inc. a fines de 2012. La empresa readapta electrónica empresarial y de consumo, baterías de iones de litio, recoge piezas y componentes genéricos y recicla desechos electrónicos para compañías de informática.
Lanzó la primera instalación de "reciclaje híbrido electrónico" de los Estados Unidos, que convierte los teléfonos celulares desechados y otros dispositivos electrónicos en dispositivos funcionales, reduciendo así el flujo de productos químicos y metales nocivos a los vertederos y el medio ambiente.
Mientras estaba en China, uno de sus proyectos de Source Captain fue fabricar "discos de restauración", generalmente suministrados por los fabricantes de computadoras para que los usuarios puedan restaurar Windows a un disco duro si falla. Los discos se pueden usar solo en una computadora que ya tiene una licencia para el sistema operativo Windows, y la licencia se transfiere a la computadora durante toda su vida útil.
En 2012, Lundgren encargó fabricar 28.000 CDs en China y  los hizo enviar a un intermediario en Florida. Su plan era proporcionar los discos a compradores de computadoras usadas que así no tendrían que gastar tiempo en hacer los discos ellos mismos.
En 2015, Lundgren llevó a cabo un proyecto para limpiar desechos electrónicos en Ghana (que tiene un grave problema medioambiental debido a la basura tecnológica) a petición del vicepresidente del país.
En 2016, la compañía reparó y donó más de 14.000 teléfonos celulares y 100.000 dólares (“Cellphones for Soldiers”) para beneficiar a los soldados estadounidenses desplegados en ultramar.
En 2017, Eric Lundgren convirtió un BMW desechado conocido como "The Phoenix" en un vehículo eléctrico con un 88% de piezas recicladas. Fue el vehículo eléctrico más eficiente del mundo con una distancia récord Guinness Book World de 999,5 millas con una sola carga. El Phoenix también superó el récord mundial de Elon Musk & Tesla modelo S P100D de 1.083 km (673 millas) con una sola carga recorriendo 1.203 km (748 millas) en autopistas y calles de California a velocidades de autopista y con paradas en lo semáforos, a un promedio 52 millas por hora.

### Denuncia de Microsoft y condenas
El 19 de junio de 2017, Lundgren dejó el puesto de presidente de la compañía debido a problemas legales. Lundgren fue sentenciado a 15 meses en una prisión federal el 28 de febrero de 2017 por haber hecho los 'discos de restauración' en 2012 para prolongar la vida útil de las computadoras, ya que violó el 'copyright' de Microsoft. Lundgren se declaró culpable de infracción de derechos de autor y conspiración para traficar con productos falsificados, y en mayo, un juez del Tribunal de Distrito de los Estados Unidos en el Distrito Sur de Florida lo condenó a prisión, tres años de libertad supervisada y una multa de 50.000 dólares.
En abril de 2018, un tribunal de apelaciones federal en Miami rechazó su alegación de que restaurar los CDs para extender las vidas de ordenadores no tuviera valor financiero. Dictaminó que había infringido los derechos de Microsoft, y valoró los discos de restauración en 700.000 dólares. El Grupo de Investigación de Interés Público de EE. UU. defendió a Lundgren y emitió una declaración sobre su sentencia a través de su campaña Derecho a Reparación.